# مصطفی قنبری‌زاده
مصطفی قنبری‌ زاده (زادهٔ ۱۲ فروردین ۱۳۷۴ اهواز) بازیکن فوتبال اهل ایران است که در پست هافبک برای باشگاه فوتبال ملوان بندر انزلی در لیگ برتر خلیج فارس بازی می‌کند.

## افتخارات

### استقلال خوزستان
- لیگ برتر: ۲۰۱۵–۲۰۱۶
- لیگ آزادگان: ۲۰۱۲–۲۰۱۳
- سوپرجام: ۲۰۱۶ نایب قهرمان

## سوابق باشگاهی
فولاد خوزستان
مصطفی قنبری زاده فوتبال خود را از باشگاه فوتبال فولاد خوزستان آغاز کرد 
استقلال خوزستان
در سال ۲۰۱۵با قرار دادی به مدت سه فصل به این باشگاه تحت هدایت عبدالله ویسی سرمربی وقت به باشگاه فوتبال استقلال خوزستان پیوست وی همچنین با استقلال خوزستان قهرمان لیگ برتر شد و در فصل بعد با این تیم در لیگ قهرمانان آسیا حضور یافت. 
پارس جنوبی جم
در سال ۲۰۱۸ به باشگاه فوتبال پارس جنوبی جم پیوست.
ملوان بندرانزلی
دیگر تیم های که در آن بازی کرده باشگاه فوتبال ملوان بندرانزلی می باشد.